# オーストラリア連邦科学産業研究機構

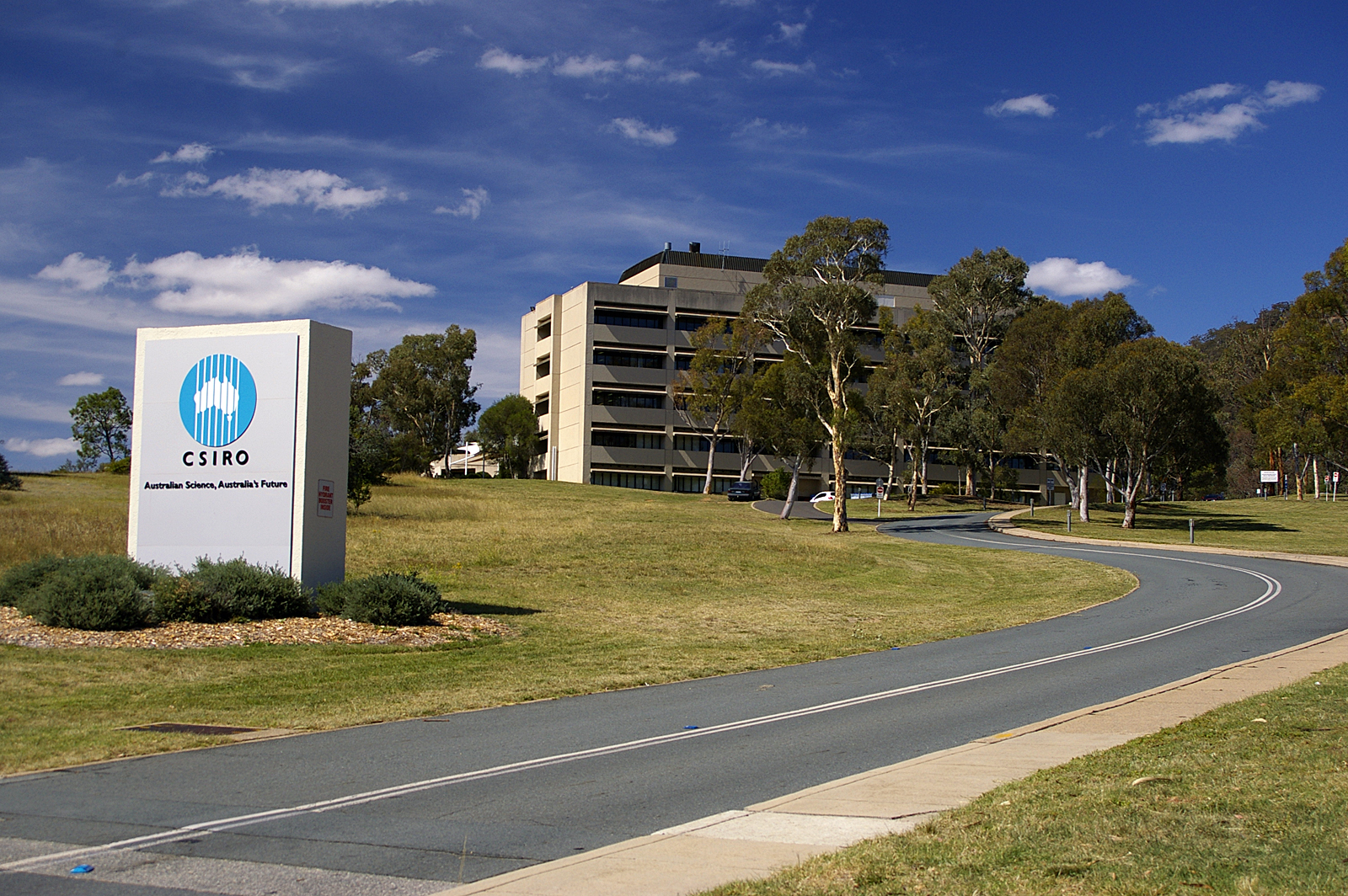
CSIRO

オーストラリア連邦科学産業研究機構（オーストラリアれんぽうかがくさんぎょうけんきゅうきこう、英語: Commonwealth Scientific and Industrial Research Organisation）は、オーストラリア教育科学訓練省所管の研究開発機関。省略してCSIROとよばれることが多い。1916年設立。
オーストラリア最大の総合研究機関で、産業への応用や公共の利益につながる国家的課題の解決に向けた研究開発を行うことを目的とする。研究分野は、農業、環境、情報通信、保健、材料、製造、鉱物、エネルギー等広範にわたり、スタッフは6500人。本部はキャンベラにあり、支所は国内、外国事務所大小合わせて57カ所。
2006-07年予算は607百万豪ドル（連邦所管省庁からの予算）、外部からの委託などを加えると900百万豪ドルを超える。

## 国家研究フラッグシップ
オーストラリア政府が進めるイノベーション行動計画の中心的な研究プログラムで、オーストラリア連邦科学産業研究機構が主導している。
国家として直面する課題に対し、緊急に必要な以下の6つの国家目標を設定。それに沿って6つのフラッグシップ（産学官の研究者を結集した研究グループ）を設置している。
年間の予算規模は、62百万オーストラリアドルの政府支出を含め総額145百万オーストラリアドル（2004-05年）。オーストラリア政府は今後7年間で更に305百万オーストラリアドルの追加支出を表明しており、オーストラリア史上最大規模の研究プログラム（総額15億オーストラリアドル規模）となる。
（1）国家目標
- 強力で持続可能な経済成長、新産業、競争力ある事業と高品質の仕事（strong, sustained economic growth, new industries, competitive enterprises and quality jobs）
- より健康で生産性あるオーストラリア人の生活（healthier, more productive lives for Australians）
- クリーンで経済的なエネルギー（clean, cost-efficient energy）
- より生産的で持続可能な水利用（more productive and sustainable use of water）
- 海洋からの持続可能な財産（sustainable wealth from our oceans）
- 地方の成長と繁栄（growth and prosperity for regional Australia）

（2）フラッグシップと目標
- エネルギー変換（Energy Transformed Flagship：温暖化ガスを半減し、効率を2倍にするエネルギー生産と供給）
- 食料の将来（Food Futures Flagship：国際競争力と年間30億豪ドルの付加価値）
- 軽金属（Light Metals Flagship：環境影響を減らしながら輸出倍増と新産業創出）
- 予防医療（Preventative Health Flagship：健康増進と20億豪ドルの年間医療コスト削減）
- 健康な国のための水（Water for a Healthy Country Flagship：水からの経済、社会、環境の利益を10倍に）
- 海洋からの財産（Wealth from Oceans Flagship：海洋システムの理解により経済、社会、環境の富の供給を世界水準に）

## 所有する施設
- ウーメラ試験場（南オーストラリア州ウーメラ）

## 関係者
- トビー・ウォルシュ - 研究者